# Campeonato Mundial de Atletismo Sub-20 de 2024
O Campeonato Mundial de Atletismo Sub-20 de 2024 foi a 20ª edição do campeonato organizado pela World Athletics no Estádio Atlético de la VIDENA, em Lima, no Peru, entre 27 a 31 de agosto de 2024, para atletas classificados como juniores com até 19 anos de idade, nascidos a partir de Janeiro de 2004. Um total de 45 provas foram disputados no campeonato, no qual participaram 1.720 atletas de 134 nacionalidades.

## Calendário
| Q                                        | Qualificação | P | Preliminares | S | Semifinais | F | Final |
| M = sessão da manhã, T = sessão da tarde |              |   |              |   |            |   |       |

| Data →                   | 27 ago | 27 ago | 28 ago | 28 ago | 29 ago | 29 ago | 30 ago | 30 ago | 31 ago |
| Evento ↓                 | M      | T      | M      | T      | M      | T      | M      | T      | T      |
| ------------------------ | ------ | ------ | ------ | ------ | ------ | ------ | ------ | ------ | ------ |
| 100 m                    | P      | S      |        | F      |        |        |        |        |        |
| 200 m                    |        |        |        |        | P      | S      |        | F      |        |
| 400 m                    |        |        | P      | S      |        | F      |        |        |        |
| 800 m                    | P      |        |        |        |        | S      |        | F      |        |
| 1.500 m                  |        |        |        | P      |        |        |        |        | F      |
| 3.000 m                  |        |        |        |        |        | F      |        |        |        |
| 5.000 m                  |        | F      |        |        |        |        |        |        |        |
| 3.000 m com obstáculos   |        |        | P      |        |        |        |        |        | F      |
| 110 m com barreiras      |        |        |        |        | P      | S      |        | F      |        |
| 400 m com barreiras      |        |        | P      |        |        |        |        | S      | F      |
| Decatlo                  |        |        |        |        | F      | F      | F      | F      |        |
| Salto em altura          |        |        | Q      |        |        |        |        | F      |        |
| Salto com vara           |        |        |        | Q      |        |        |        | F      |        |
| Salto em distância       |        |        |        |        | Q      |        |        | F      |        |
| Salto triplo             | Q      |        |        |        |        | F      |        |        |        |
| Arremesso de peso        | Q      | F      |        |        |        |        |        |        |        |
| Lançamento de disco      |        |        |        |        |        |        | Q      |        | F      |
| Lançamento de martelo    | Q      |        |        |        |        | F      |        |        |        |
| Lançamento de dardo      |        | Q      |        |        |        | F      |        |        |        |
| Marcha atlética 10.000 m |        |        |        |        |        |        | F      |        |        |
| Revezamento 4x100 m      |        |        |        |        |        |        | P      |        | F      |
| Revezamento 4x400 m      |        |        |        |        |        |        | P      |        | F      |

| Data →                   | 27 ago | 27 ago | 28 ago | 28 ago | 29 ago | 29 ago | 30 ago | 30 ago | 31 Ago |
| Evento ↓                 | M      | T      | M      | T      | M      | T      | M      | T      | T      |
| ------------------------ | ------ | ------ | ------ | ------ | ------ | ------ | ------ | ------ | ------ |
| 100 m                    | P      | S      |        | F      |        |        |        |        |        |
| 200 m                    |        |        |        |        | P      | S      |        | F      |        |
| 400 m                    |        |        | P      | S      |        | F      |        |        |        |
| 800 m                    | P      |        |        |        |        | S      |        | F      |        |
| 1.500 m                  |        |        |        | P      |        |        |        |        | F      |
| 3.000 m                  |        |        |        |        | P      |        |        | F      |        |
| 5.000 m                  |        | F      |        |        |        |        |        |        |        |
| 3.000 m com obstáculos   |        | P      |        |        |        | F      |        |        |        |
| 100 metros com barreiras |        |        |        |        | P      | S      |        | F      |        |
| 400 m com barreiras      |        |        | P      |        |        |        |        | S      | F      |
| Heptatlo                 | F      | F      | F      | F      |        |        |        |        |        |
| Salto em altura          |        |        |        |        | Q      |        |        |        | F      |
| Salto com vara           |        | Q      |        |        |        | F      |        |        |        |
| Salto em distância       | Q      |        |        | F      |        |        |        |        |        |
| Salto triplo             |        |        | Q      |        |        |        |        |        | F      |
| Arremesso de peso        |        |        |        |        |        |        | Q      | F      |        |
| Lançamento de disco      | Q      |        |        | F      |        |        |        |        |        |
| Lançamento de martelo    |        |        |        |        | Q      |        |        |        | F      |
| Lançamento de dardo      |        |        | Q      |        |        |        |        | F      |        |
| Marcha atlética 10.000 m |        |        |        |        |        |        | F      |        |        |
| Revezamento 4x100 m      |        |        |        |        |        |        | P      |        | F      |
| Revezamento 4x400 m      |        |        |        |        |        |        | P      |        | F      |

| Data →              | 27 Ago | 27 Ago | 28 ago | 28 ago | 29 ago | 29 ago | 30 ago | 30 ago | 31 ago |
| Evento ↓            | M      | T      | M      | T      | M      | T      | M      | T      | T      |
| ------------------- | ------ | ------ | ------ | ------ | ------ | ------ | ------ | ------ | ------ |
| Revezamento 4x400 m | P      | F      |        |        |        |        |        |        |        |

## Índice de qualificação
O índice de qualificação foi o seguinte.
| Evento                     | Masculino    | Feminino     |
| -------------------------- | ------------ | ------------ |
| 100 metros                 | 10.55        | 11.78        |
| 200 metros                 | 21.35        | 24.35        |
| 400 metros                 | 47.65        | 54.40        |
| 800 metros                 | 1:50.50      | 2:09.00      |
| 1500 metros                | 3:48.00      | 4:27.50      |
| 3000 metros                | 8:07.00      | 9:32.00      |
| 5000 metros                | 14:08.00     | 16:30.00     |
| 3000 metros com obstáculos | 9:02.00      | 10:38.00     |
| 100 metros com barreiras   | –            | 14.20        |
| 110 metros com barreiras   | 14.20 00.991 | –            |
| 400 metros com barreiras   | 53.20        | 61.00        |
| 10,000 m marcha atlética   | 43:50.00     | 49:30.00     |
| Revezamento 4x100 m        | Sem índice   | Sem índice   |
| Revezamento 4x400 m        | Sem índice   | Sem índice   |
| Revezamento 4x400 m Misto  | Sem índice   | Sem índice   |
| Heptatlo                   | –            | 5300 pontos  |
| Decatlo                    | 7080 pontos  | –            |
| Salto em altura            | 2.13         | 1.80         |
| Salto com vara             | 5.10         | 4.00         |
| Salto em distância         | 7.56         | 6.20         |
| Salto triplo               | 15.50        | 12.90        |
| Arremesso de peso          | 18.20 (6 kg) | 14.50 (4 kg) |
| Lançamento de disco        | 55.50        | 49.00        |
| Lançamento de martelo      | 67.50 (6 kg) | 57.50        |
| Lançamento de dardo        | 68.00        | 49.50        |

## Medalhistas
Os medalhistas foram os seguintes.

### Masculino
| Prova                                  | Ouro | Ouro            | Prata                                                                                             | Prata          | Bronze                                                                                     | Bronze         |
| -------------------------------------- | --- | --------------- | ------------------------------------------------------------------------------------------------- | -------------- | ------------------------------------------------------------------------------------------ | -------------- |
| 100 m detalhes                         | Bayanda Walaza · África do Sul                                                                                                | 10.19           | Puripol Boonson · Tailândia                                                                       | 10.22          | Bradley Nkoana · África do Sul                                                             | 10.26          |
| 200 m detalhes                         | Bayanda Walaza · África do Sul                                                                                                | 20.52           | Gout Gout · Austrália                                                                             | 20.60          | Jake Odey-Jordan · Grã-Bretanha                                                            | 20.81          |
| 400 m detalhes                         | Udeme Okon · África do Sul | 45.69           | Jayden Davis · Estados Unidos                                                                     | 46.08          | Sidi Njie · Estados Unidos                                                                 | 46.29          |
| 800 m detalhes                         | General Ayansa · Etiópia | 1:46.86         | Peyton Craig · Austrália                                                                          | 1:46.95        | Ko Ochiai · Japão                                                                          | 1:47.03        |
| 1500 m detalhes                        | Abdisa Fayisa · Etiópia | 3:40.51         | Cameron Myers · Austrália                                                                         | 3:40.60        | Alex Pintado · Espanha                                                                     | 3:41.03        |
| 3000 m detalhes                        | Andreas Halvorsen · Noruega                                                                                                   | 8:20.56         | Denis Kipkoech · Quénia                                                                           | 8:20.79        | Edward Bird · Grã-Bretanha                                                                 | 8:21.00        |
| 5000 m detalhes                        | Andrew Alamisi · Quénia | 13:41.14        | Abdisa Fayisa · Etiópia                                                                           | 13:41.56       | Keneth Kiprop · Uganda                                                                     | 13:41.73       |
| 110 m com barreiras detalhes           | Ja'Kobe Tharp · Estados Unidos                                                                                                | 13.05 WU20L     | Andre Korbmacher · Estados Unidos                                                                 | 13.14          | Yuanjiang Chen · China                                                                     | 13.21 NU20R    |
| 400 m com barreiras detalhes           | Vance Nilsson · Estados Unidos                                                                                                | 49.26 WU20L     | Michal Rada · Chéquia                                                                             | 49.30 NU20R    | Antti Sainio · Finlândia                                                                   | 49.61          |
| 3000 m com obstáculos detalhes         | Edmund Serem · Quénia | 8:15.28 WU20L   | Matthew Kosgei · Quénia                                                                           | 8:17.46        | Hailu Ayalew · Etiópia                                                                     | 8:24.08        |
| Revezamento 4x100 m detalhes           | Jamaica · Jace Witter · Gary Card · Nyrone Wade · Deandre Daley                                                               | 39.18           | Grã-Bretanha · Jake Odey-Jordan · Joel Masters · Dean Patterson · Teddy Wilson · Fabian Powell[a] | 39.20          | Tailândia · Wirayut Daenkhanob · Sarawut Nuansi · Chutithat Pruksorranan · Puripol Boonson | 39.39 NU20R    |
| Revezamento 4x400 m detalhes           | Estados Unidos · Jayden Davis · Xavier Donaldson · Alexander Rhodes · Sidi Njie · Grant Buckmiller[a] · Gabriel Clement II[a] | 3:03.56         | África do Sul · Bryan Katoo · Sihle Mahlangu · Njabulo Mbatha · Udeme Okon · Kryn Romijn[a]       | 3:05.22        | Austrália · Caleb Kilpatrick · Jett Grundy · Jack Deguara · Jordan Gilbert                 | 3:05.53        |
| Marcha atlética 10 km detalhes         | Rayen Cherni · Tunísia | 39:24.85        | Emiliano Barba · México                                                                           | 39:27.10 AU20R | Giuseppe Disabato · Itália                                                                 | 39:31.25 NU20R |
| Salto em altura detalhes               | Scottie Vines · Estados Unidos                                                                                                | 2.25 m          | Matteo Sioli · Itália                                                                             | 2.23 m         | Kaisei Nakatani · Japão                                                                    | 2.19 m         |
| Salto com vara detalhes                | Hendrik Müller · Alemanha | 5.45 m          | Rikuya Yoshida · Japão                                                                            | 5.40 m         | Jan Krček · Chéquia                                                                        | 5.30 m         |
| Salto em distância detalhes            | Roko Farkaš · Croácia | 8.17 m          | Luka Bošković · Sérvia                                                                            | 7.93 m         | Mason McGroder · Austrália                                                                 | 7.80 m         |
| Salto triplo detalhes                  | Ethan Olivier · Nova Zelândia                                                                                                 | 17.01 m = AU20R | Karson Gordon · Estados Unidos                                                                    | 16.74 m        | Yinglong Ma · China                                                                        | 16.30 m        |
| Arremesso de peso (6 kg) detalhes      | Jarno van Daalen · Países Baixos                                                                                              | 20.76 m         | JL van Rensburg · África do Sul                                                                   | 20.74 m        | Georg Harpf · Alemanha                                                                     | 20.28 m        |
| Lançamento de disco (1,75 kg) detalhes | Bryce Ruland · Estados Unidos                                                                                                 | 62.59 m         | Jarno van Daalen · Países Baixos                                                                  | 62.22 m        | Mico Lampinen · Finlândia                                                                  | 62.20 m        |
| Lançamento de martelo (6 kg) detalhes  | Iosif Kesidis · Chipre | 82.80 m WU20L   | Roland Imre · Hungria                                                                             | 75.33 m        | Ármin Szabados · Hungria                                                                   | 74.88 m        |
| Lançamento de dardo detalhes           | Tom Teršek · Eslovénia | 76.81 m         | Xiaobo Wang · China                                                                               | 75.50 m        | Oisín Joyce · Irlanda                                                                      | 73.89 m NU20R  |
| Decatlo Sub-20 detalhes                | Tomas Järvinen · Chéquia | 8425 pts        | Hubert Trościanka · Polónia                                                                       | 8230 pts NU20R | Florian Vriezen · Países Baixos                                                            | 7820 pts       |

a  Atletas que participaram apenas nas eliminatórias e receberam medalhas.

### Feminino
| Prova                                  | Ouro | Ouro           | Prata                                                                                                 | Prata       | Bronze | Bronze        |
| -------------------------------------- | --- | -------------- | --- | ----------- | --- | ------------- |
| 100 m detalhes                         | Alana Reid · Jamaica | 11.17          | Adaejah Hodge · Ilhas Virgens Britânicas                                                              | 11.27       | Kishawna Niles · Barbados                                                                                            | 11.37         |
| 200 m detalhes                         | Adaejah Hodge · Ilhas Virgens Britânicas                                                                                      | 22.74          | Torrie Lewis · Austrália                                                                              | 22.88       | Shanoya Douglas · Jamaica                                                                                            | 23.10         |
| 400 m detalhes                         | Lurdes Gloria Manuel · Chéquia                                                                                                | 51.29          | Dianna Proctor · Canadá                                                                               | 51.98       | Zaya Akins · Estados Unidos                                                                                          | 52.00         |
| 800 m detalhes                         | Sarah Moraa · Quénia | 2:00.36        | Claudia Hollingsworth · Austrália                                                                     | 2:00.87     | Sophia Gorriaran · Estados Unidos                                                                                    | 2:01.04       |
| 1500 m detalhes                        | Saron Berhe · Etiópia | 4:16.64        | Rachel Forsyth · Canadá                                                                               | 4:17.94     | Jolanda Kallabis · Alemanha                                                                                          | 4:19.34       |
| 3000 m detalhes                        | Aleshign Baweke · Etiópia | 8:50.32        | Marion Jepngetich · Quénia                                                                            | 8:52.37     | Marta Alemayo · Etiópia                                                                                              | 8:53.64       |
| 5000 m detalhes                        | Medina Eisa · Etiópia | 14:39.71       | Mekedes Alemeshete · Etiópia                                                                          | 14:57.44    | Charity Cherop · Uganda                                                                                              | 15:25.02      |
| 100 m com barreiras detalhes           | Kerrica Hill · Jamaica | 12.99          | Mia Wild · Croácia                                                                                    | 13.15       | Delta Amidzovski · Austrália                                                                                         | 13.24         |
| 400 m com barreiras detalhes           | Méta Tumba · França | 55.59 NU20R    | Wiktoria Gadajska · Polónia                                                                           | 56.87 NU20R | Hannah van Niekerk · África do Sul                                                                                   | 56.98         |
| 3000 m com obstáculo detalhes          | Sembo Almayew · Etiópia | 9:12.71        | Loice Chekwemoi · Uganda                                                                              | 9:18.84     | Diana Chepkemoi · Quénia                                                                                             | 9:29.84       |
| Revezamento 4x100 m detalhes           | Jamaica · Shanoya Douglas · Alliah Baker · Briana Campbell · Alana Reid · Sabrina Dockery[b]                                  | 43.39          | Suíça · Timea Rankl · Lia Thalmann · Chloé Rabac · Alicia Masini                                      | 44.06 NU20R | Canadá · Savannah Blair · Dianna Proctor · Ashley Odiase · Renée Roxane Tedga · Kiara Webb[b]                        | 44.60         |
| Revezamento 4x400 m detalhes           | Estados Unidos · Michaela Mouton · Olivia Harris · Josie Donelson · Zaya Akins · Lakely Doht-Barron[b] · Isabella Kneeshaw[b] | 3:30.74        | Austrália · Amelia Rowe · Bella Pasquali · Jemma Pollard · Sophia Gregorevic · Charlotte McAuliffe[b] | 3:31.47     | Grã-Bretanha · Charlotte Henrich · Emma Holmes · Kara DaCosta · Rebecca Grieve · Jessica Astill[b] · Nandy Kihuyu[b] | 3:32.80       |
| Marcha atlética 10 km detalhes         | Baima Zhuoma · China | 43:26.60 WU20L | Chen Meiling · China                                                                                  | 44:30.67    | Aarti · Índia | 44:39.39      |
| Salto em altura detalhes               | Angelina Topić · Sérvia | 1.91 m         | Izobelle Louison-Roe · Austrália                                                                      | 1.89 m      | Karmen Bruus · Estónia                                                                                               | 1.89 m        |
| Salto com vara detalhes                | Molly Haywood · Estados Unidos                                                                                                | 4.47 m         | Magdalena Rauter · Áustria                                                                            | 4.15 m      | Tryphena Hewett · Austrália                                                                                          | 4.15 m        |
| Salto em distância detalhes            | Delta Amidzovski · Austrália                                                                                                  | 6.58 m         | Sophia Beckmon · Estados Unidos                                                                       | 6.54 m      | Julia Adamczyk · Polónia                                                                                             | 6.34 m        |
| Salto triplo detalhes                  | Sharifa Davronova · Uzbequistão                                                                                               | 13.75 m        | Yi Li · China                                                                                         | 13.55 m     | Erika Saraceni · Itália                                                                                              | 13.46 m       |
| Arremesso de peso (6 kg) detalhes      | Akaoma Odeluga · Estados Unidos                                                                                               | 17.34 m        | Martina Mazurová · Chéquia                                                                            | 16.38 m     | Ching-Yuan Chiang · Taipé Chinesa                                                                                    | 16.01 m NU20R |
| Lançamento de disco (1,75 kg) detalhes | Bingyang Han · China | 57.57 m        | Jingru Huang · China                                                                                  | 56.47 m     | Marley Raikiwasa · Austrália                                                                                         | 56.25 m       |
| Lançamento de martelo (6 kg) detalhes  | Jiale Zhange · China | 68.95 m        | Valentina Savva · Chipre                                                                              | 67.21 m     | Villő Viszkeleti · Hungria                                                                                           | 64.94 m       |
| Lançamento de dardo detalhes           | Yan Ziyi · China | 63.05 m        | Pin-Hsun Chu · Taipé Chinesa                                                                          | 54.28 m     | Evelyn Bliss · Estados Unidos                                                                                        | 54.01 m       |
| Heptatlo detalhes                      | Jana Koščak · Croácia | 5807 pts       | Lucia Acklin · Suíça                                                                                  | 5755 pts    | Adéla Tkáčová · Chéquia                                                                                              | 5601 pts      |

b  Atletas que participaram apenas nas eliminatórias e receberam medalhas.

### Misto
| Prova                        | Ouro                                                                           | Ouro          | Prata                                                                                                 | Prata   | Bronze                                                                          | Bronze  |
| ---------------------------- | ------------------------------------------------------------------------------ | ------------- | --- | ------- | ------------------------------------------------------------------------------- | ------- |
| Revezamento 4x400 m detalhes | Austrália · Jordan Gilbert · Bella Pasquali · Jack Deguara · Sophia Gregorevic | 3:19.27 AU20R | Polónia · Jakub Szarapo · Wiktoria Gajosz · Stanisław Strzelecki · Zofia Tomczyk · Michał Kijewski[c] | 3:20.44 | China · Haoran Fu · Yalun Wang · Ailixier Wumaier · Yinglan Liu · Xinfeng Xu[c] | 3:21.27 |

c  Atletas que participaram apenas nas eliminatórias e receberam medalhas.

## Quadro de medalhas
O quadro de medalhas foi publicado.
| Ordem  | País                     | Medalha de ouro | Medalha de prata | Medalha de bronze | Total |
| ------ | ------------------------ | --------------- | ---------------- | ----------------- | ----- |
| 1      | Estados Unidos           | 8               | 4                | 4                 | 16    |
| 2      | Etiópia                  | 6               | 2                | 2                 | 10    |
| 3      | China                    | 4               | 4                | 3                 | 11    |
| 4      | Jamaica                  | 4               | 0                | 1                 | 5     |
| 5      | Quênia                   | 3               | 3                | 1                 | 7     |
| 6      | África do Sul            | 3               | 2                | 2                 | 7     |
| 7      | Austrália                | 2               | 7                | 5                 | 14    |
| 8      | Chéquia                  | 2               | 2                | 2                 | 6     |
| 9      | Croácia                  | 2               | 1                | 0                 | 3     |
| 10     | Países Baixos            | 1               | 1                | 0                 | 0     |
| 11     | Chipre                   | 1               | 1                | 0                 | 2     |
| 11     | Ilhas Virgens Britânicas | 1               | 1                | 0                 | 2     |
| 11     | Sérvia                   | 1               | 1                | 0                 | 2     |
| 14     | Alemanha                 | 1               | 0                | 2                 | 3     |
| 15     | França                   | 1               | 0                | 0                 | 1     |
| 15     | Noruega                  | 1               | 0                | 0                 | 1     |
| 15     | Nova Zelândia            | 1               | 0                | 0                 | 1     |
| 15     | Eslovênia                | 1               | 0                | 0                 | 1     |
| 15     | Tunísia                  | 1               | 0                | 0                 | 1     |
| 15     | Uzbequistão              | 1               | 0                | 0                 | 1     |
| 21     | Polónia                  | 0               | 3                | 1                 | 4     |
| 22     | Canadá                   | 0               | 2                | 1                 | 3     |
| 23     | Suíça                    | 0               | 2                | 0                 | 2     |
| 24     | Grã-Bretanha             | 0               | 1                | 3                 | 4     |
| 25     | Japão                    | 0               | 1                | 2                 | 3     |
| 25     | Itália                   | 0               | 1                | 2                 | 3     |
| 25     | Uganda                   | 0               | 1                | 2                 | 3     |
| 25     | Hungria                  | 0               | 1                | 2                 | 3     |
| 29     | Taipé Chinesa            | 0               | 1                | 1                 | 2     |
| 29     | Tailândia                | 0               | 1                | 1                 | 2     |
| 31     | Áustria                  | 0               | 1                | 0                 | 2     |
| 31     | México                   | 0               | 1                | 0                 | 2     |
| 33     | Finlândia                | 0               | 0                | 2                 | 2     |
| 34     | Barbados                 | 0               | 0                | 1                 | 1     |
| 34     | Estónia                  | 0               | 0                | 1                 | 1     |
| 34     | Índia                    | 0               | 0                | 1                 | 1     |
| 34     | Irlanda                  | 0               | 0                | 1                 | 1     |
| 34     | Espanha                  | 0               | 0                | 1                 | 1     |
| Totale | Totale                   | 45              | 45               | 45                | 135   |

## Países participantes
Um total de 1.720 atletas de134 Associações Nacionais (mais as equipes de Atletas Neutros Autorizados e Equipe de Atletas Refugiados) foram autorizados a competir.
| - Argélia (16) - Andorra (1) - Angola (1) - Argentina (12) - Time de Atletas Refugiados (3) - Aruba (1) - Austrália (68) - Áustria (8) - Bahamas (13) - Barbados (4) - Bélgica (14) - Bermudas (1) - Bolívia (1) - Bósnia e Herzegovina (2) - Botswana (12) - Brasil (34) - Ilhas Virgens Britânicas (1) - Bulgária (11) - Burquina Fasso (1) - Burundi (3) - Canadá (32) - Ilhas Caimã (1) - Chile (14) - China (35) - Taipé Chinesa (5) - Colômbia (21) - Ilhas Cook (1) - Costa Rica (1) - Croácia (13) - Cuba (10) - Chipre (8) - Chéquia (35) - Dinamarca (15) - Dominica (1) - República Dominicana (2) - Equador (18) - Egito (2) - El Salvador (1) - Estónia (19) - Etiópia (21) - Finlândia (20) - França (42) - Alemanha (92) - Grã-Bretanha (39) - Grécia (19) | - Granada (9) - Guatemala (4) - Guiana (10) - Haiti (2) - Honduras (1) - Hong Kong (8) - Hungria (20) - Islândia (2) - Índia (43) - Iraque (2) - Irlanda (16) - Israel (7) - Itália (61) - Costa do Marfim (1) - Jamaica (48) - Japão (40) - Cazaquistão (5) - Quênia (20) - Kuwait (3) - Letónia (18) - Líbano (1) - Lesoto (1) - Libéria (1) - Liechtenstein (1) - Lituânia (9) - Luxemburgo (2) - Macau (1) - Malásia (7) - Maldivas (1) - Malta (1) - Ilhas Maurícias (2) - México (17) - Moldávia (1) - Mónaco (1) - Montenegro (1) - Monserrate (1) - Marrocos (13) - Moçambique (3) - Namíbia (1) - Países Baixos (13) - Nova Zelândia (16) - Nicarágua (1) - Níger (1) - Nigéria (20) - Macedônia do Norte (1) | - Marianas Setentrionais (1) - Noruega (21) - Omã (1) - Palestina (1) - Paraguai (1) - Peru (30) - Polónia (37) - Portugal (13) - Porto Rico (10) - Catar (11) - República do Congo (3) - Roménia (19) - Ruanda (1) - São Cristóvão e Neves (2) - Santa Lúcia (1) - São Vicente e Granadinas (3) - Arábia Saudita (9) - Senegal (1) - Sérvia (17) - Seicheles (1) - Singapura (2) - Eslováquia (9) - Eslovênia (18) - África do Sul (44) - Coreia do Sul (14) - Espanha (52) - Sri Lanka (12) - Suécia (20) - Suíça (42) - Tanzânia (1) - Tailândia (9) - Trinidad e Tobago (17) - Tunísia (10) - Turquia (5) - Turcas e Caicos (1) - Uganda (11) - Ucrânia (19) - Estados Unidos (100) - Ilhas Virgens Americanas (3) - Uruguai (2) - Uzbequistão (6) - Venezuela (6) - Vietname (1) - Zimbabwe (8) |

Legenda
| Recorde mundial       | Recorde mundial (World record)               |                       | Recorde africano                      | Recorde africano (African) |                                           | Q | Classificado por posição (Qualified) |
| Recorde do campeonato | Recorde do campeonato (Championship record)  | Recorde da América    | Recorde da América (Americas)         | q                          | Classificado por melhor tempo (Qualified) |   |                                      |
| Melhor marca do ano   | Melhor marca do ano (World leading)          | Recorde asiático      | Recorde asiático (Asian)              | DNS                        | Não largou (Did not start)                |   |                                      |
| Recorde nacional      | Recorde nacional (National record)           | Recorde europeu       | Recorde europeu (European)            | DNF                        | Não terminou (Did not finish)             |   |                                      |
| Recorde pessoal       | Recorde pessoal do atleta (Personal best)    | Recorde da Oceania    | Recorde da Oceania (Oceania)          | DSQ / DQ                   | Desclassificado (Disqualified)            |   |                                      |
| Recorde da temporada  | Recorde da temporada do atleta (Season best) | Recorde sul-americano | Recorde sul-americano (South America) | NM                         | Sem marca (No mark)                       |   |                                      |